# Flaga powiatu bolesławieckiego
Flaga powiatu bolesławieckiego – jeden z symboli powiatu bolesławieckiego, ustanowiony 26 września 2002 roku.

## Wygląd
Flaga jest prostokątnym płatem tkaniny, podzielonym na trzy pionowe pasy o jednakowej szerokości: żółty, czerwony i biały. Uchwała oprócz tego wariantu, zwanego „terytorialnym”, przewiduje również wariant „urzędowy”, który cechuje się umieszczeniem w środku czerwonego pasa herbu powiatu.

## Historia
Prace nad stworzeniem flagi rozpoczęły się w kwietniu 2000 roku.
Początkowy projekt, przyjęty uchwałą z 23 listopada 2000 roku, zakładał dwa warianty flagi. Flaga terytorialna miała być płatem tkaniny o proporcjach 5:8, podzielonym na trzy poziome pasy: czerwony, żółty i błękitny w stosunku 1:1:6. Flaga urzędowa miała mieć identyczne barwy, ułożone w proporcjach 1:1:14 oraz dodatkowo przedstawiać herb powiatu na środku części czołowej (z lewej strony).

Projekt flagi terytorialnej z 2000 roku
Projekt flagi urzędowej z 2000 roku

Wzór flagi został całkowicie zmieniony uchwałą z 27 września 2001 roku, ustanawiającą jej ostateczne, żółto-czerwono-białe barwy. W niezmienionym kształcie flaga została przyjęta uchwałą z 26 września 2002 roku.